# Universitat de Vílnius
La Universitat de Vílnius, (lituà: Vilniaus universitetas) és una universitat pública d'investigació, la universitat més antiga dels estats bàltics i una de les més antigues i famoses del nord d'Europa.
Fundada per Esteve Bathory I i jesuïtes espanyols el 1579, la universitat va esdevenir un dels més grans centres científics i culturals de la regió bàltica i el més important al Gran Ducat de Lituània.

## Història
L'acte de confirmació del Col·legi Imperial va ser signat el 4 d'abril de 1803, pel tsar Alexandre I de Rússia, va establir que l'antiga «Universitat de Vilna», fundada el 1578 i reorganitzada el 1781 com una institució secular per la Comissió d'Educació Nacional sota el nom polonès de l'«Escola central de Lituània» (Szkoła Główna Litewska, Schola Princeps Magni Ducatus Lituaniae) va prendre el nom de la «Universitat Imperial de Vilna» (Императорский Виленский университет).
La dura repressió després de la insurrecció polonesa de 1830 va provocar la clausura de la universitat, símbol del nacionalisme polonès i lituà. Els estudiants van ser obligats a exiliar-se per continuar els seus estudis en institucions d'Estònia, Ucraïna i d'altres ciutats russes. La universitat va reobrir en 1919 com una universitat polonesa, prenent el nom Uniwersytet Stefana Batorego. Els professors polonesos van haver de sortir als anys 1944-1946, i van ser substituïts per lituans o russos. Després que Lituània va recuperar la seva independència el 1990, després de la dissolució de la Unió Soviètica, que va reprendre el seu estatus com una de les més destacades universitats de Lituània: Universitat de Vílnius.

## Organització
Té catorze facultats: 

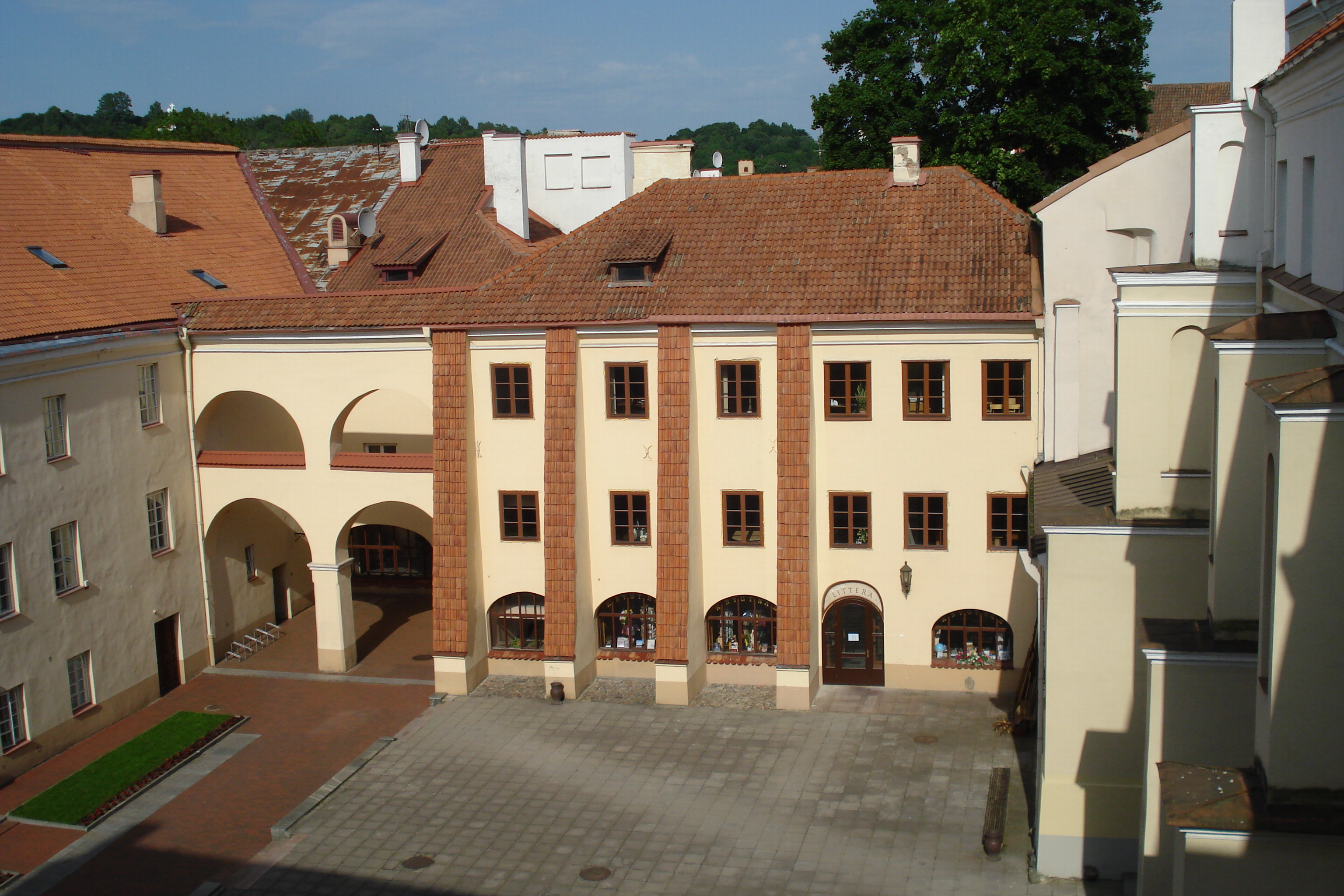
Filologia
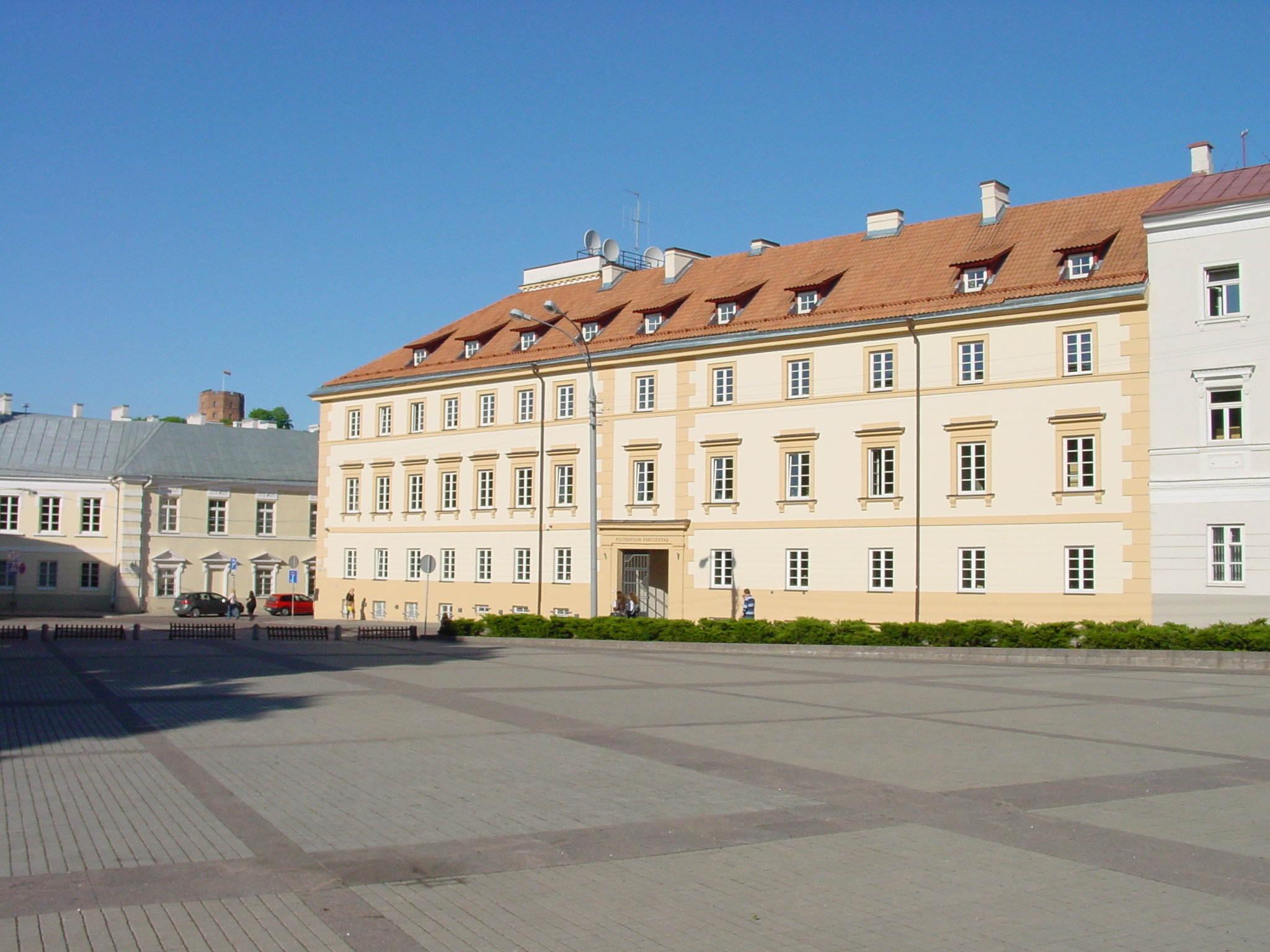
Filosofia i Història
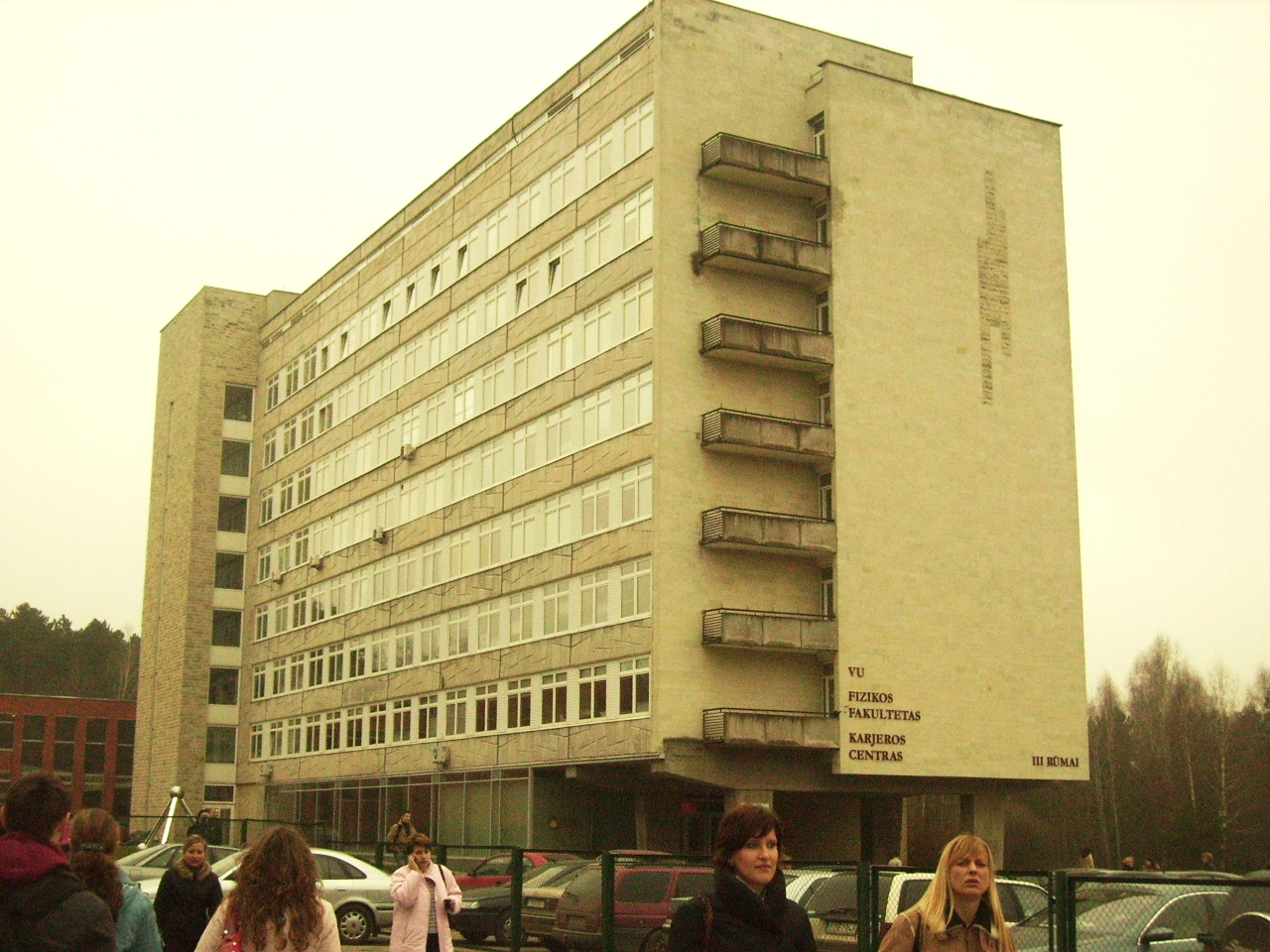
Fisica
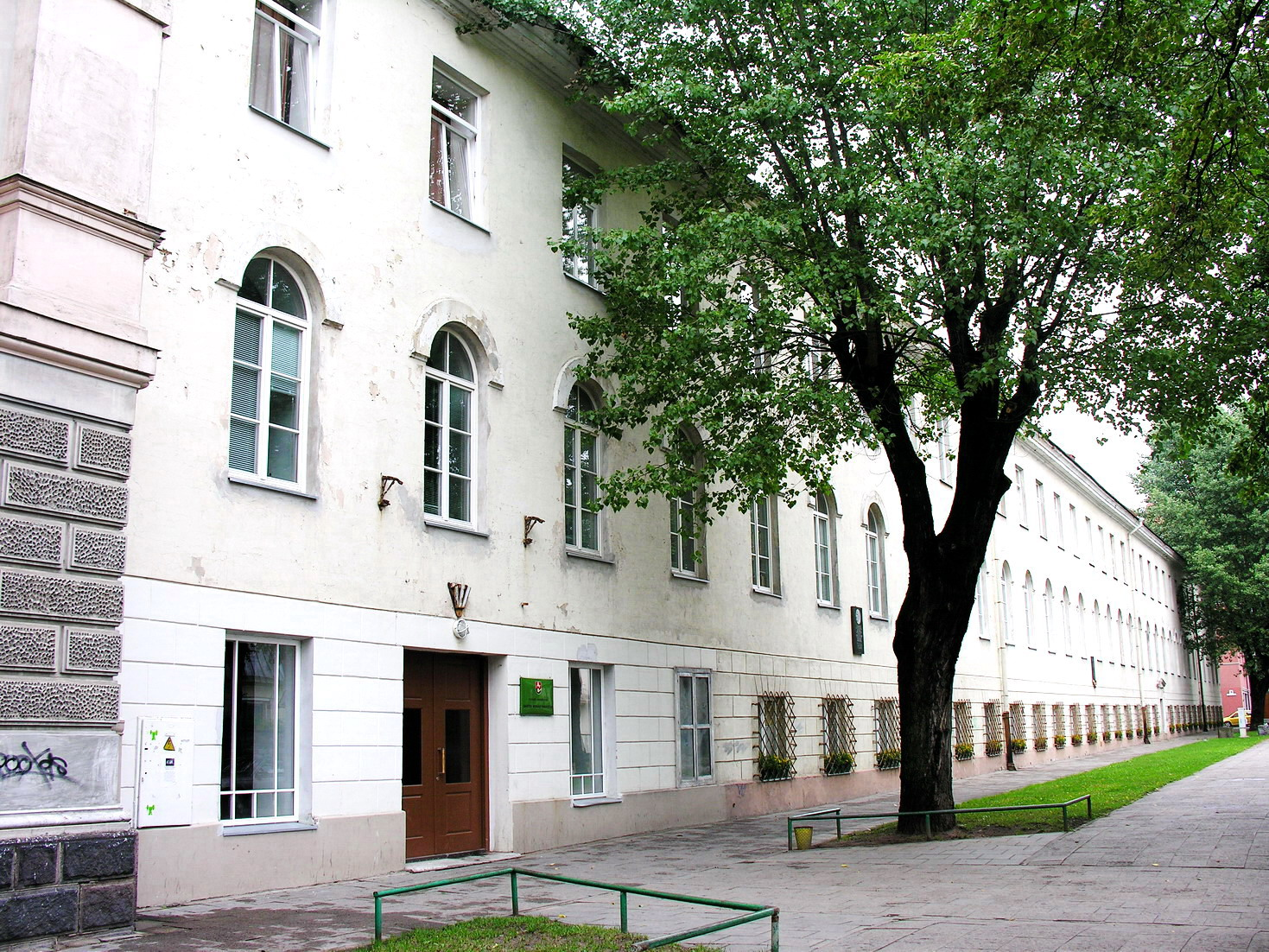
Ciències Naturals
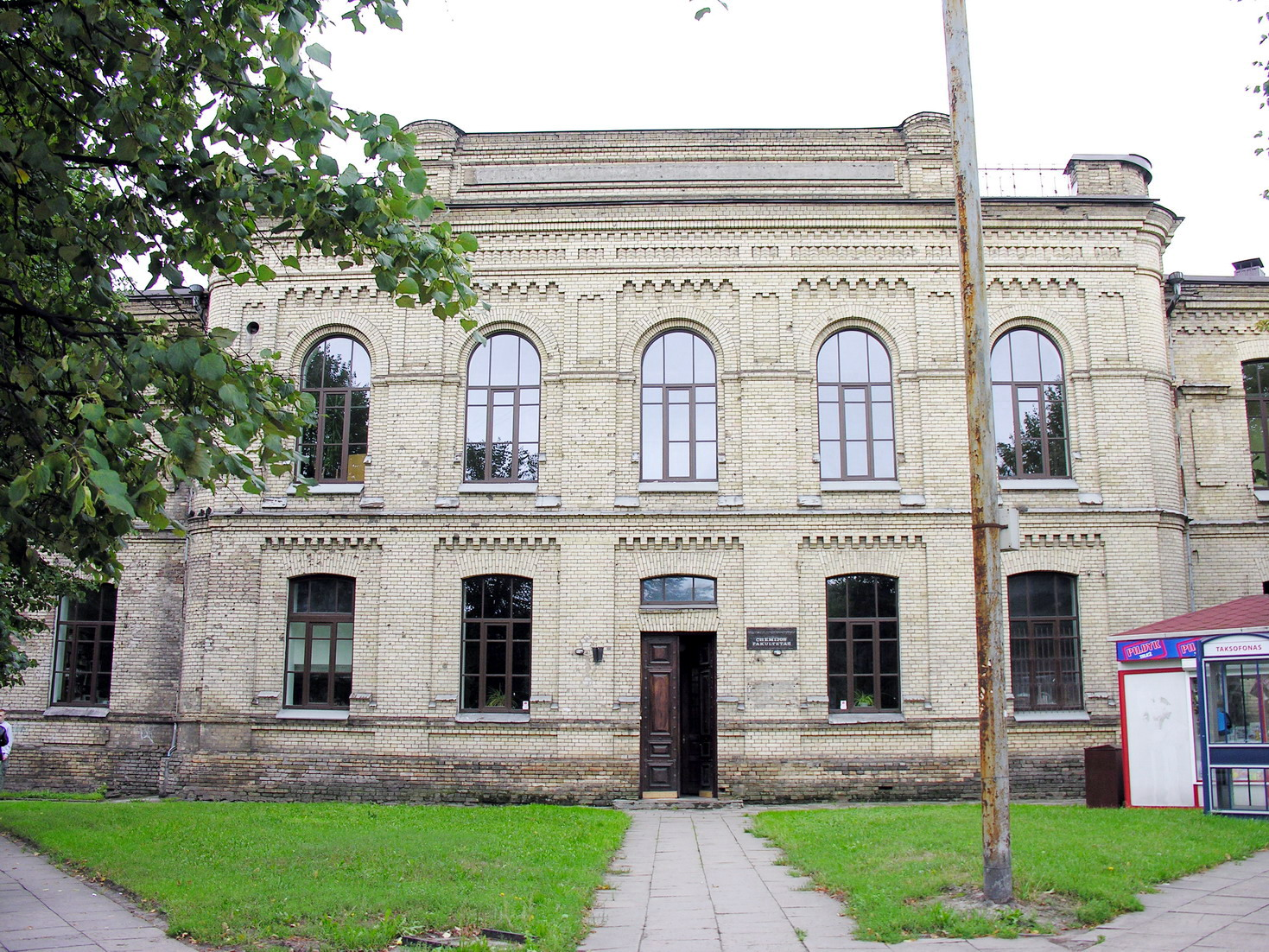
Química
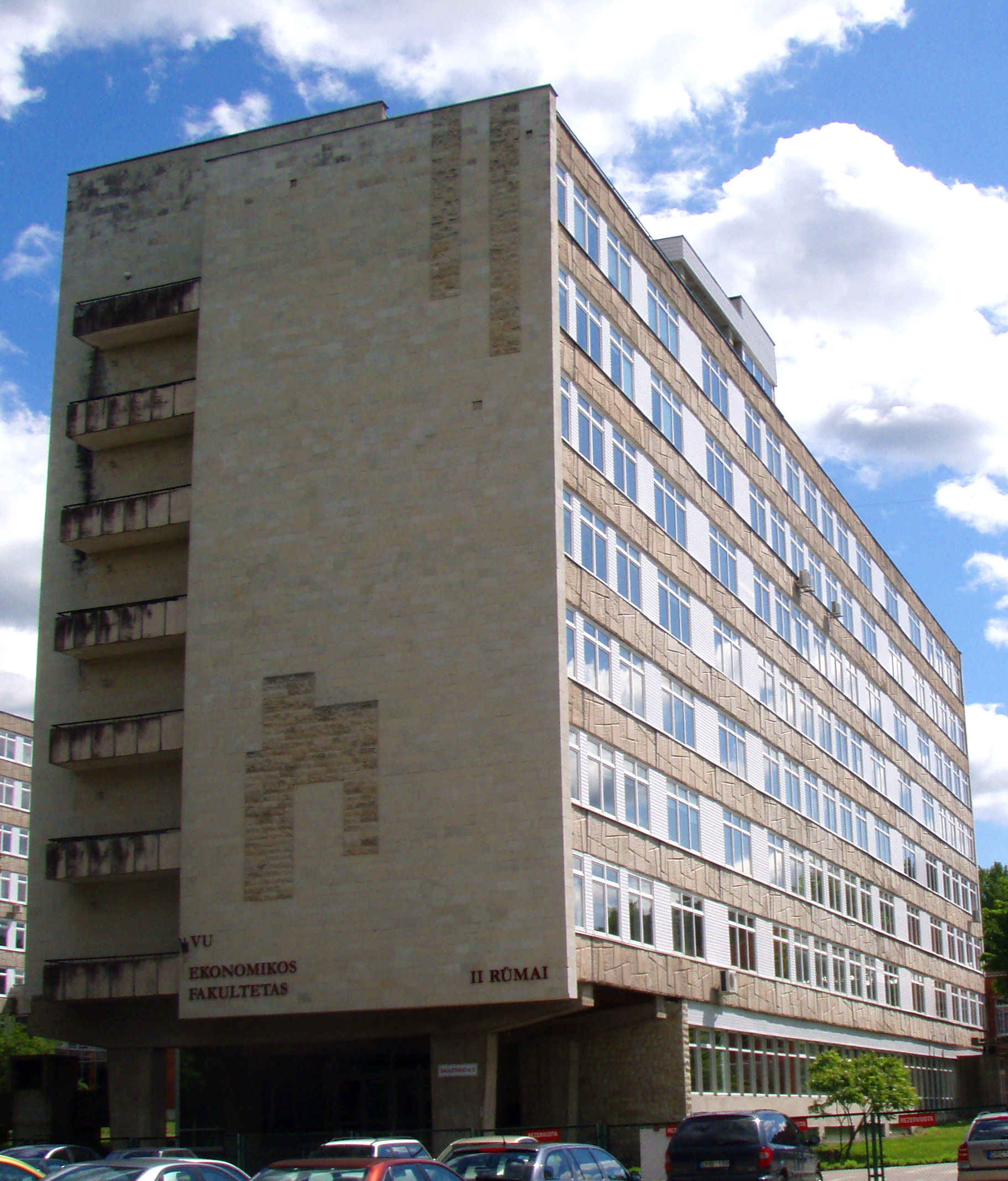
Ciències econòmiques
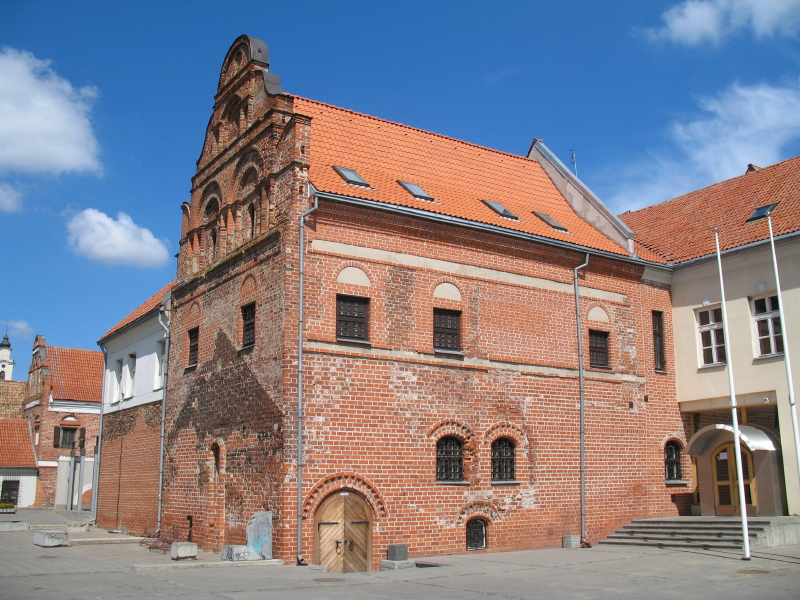
Humanitats
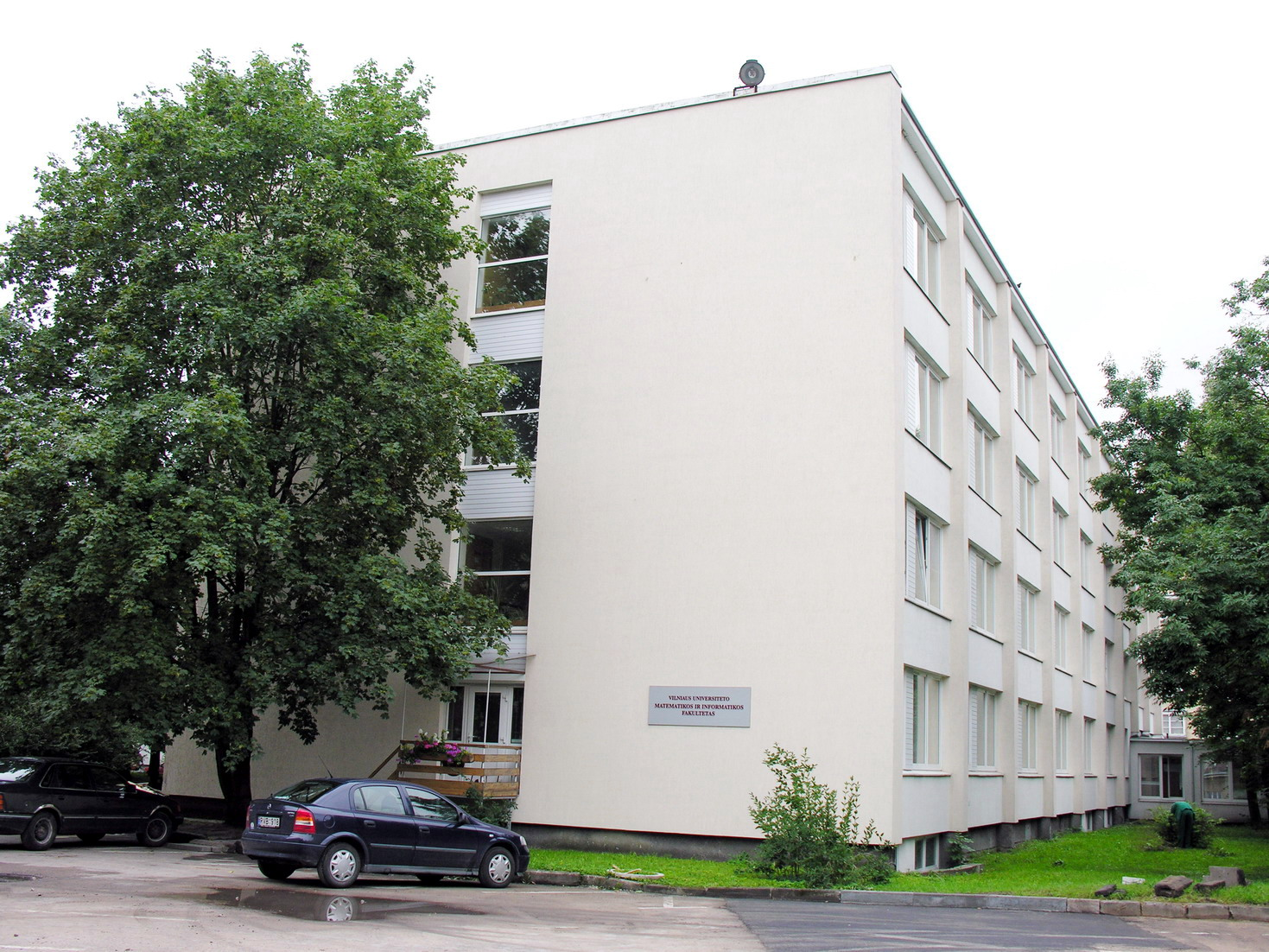
Matemàticas i Informàtica
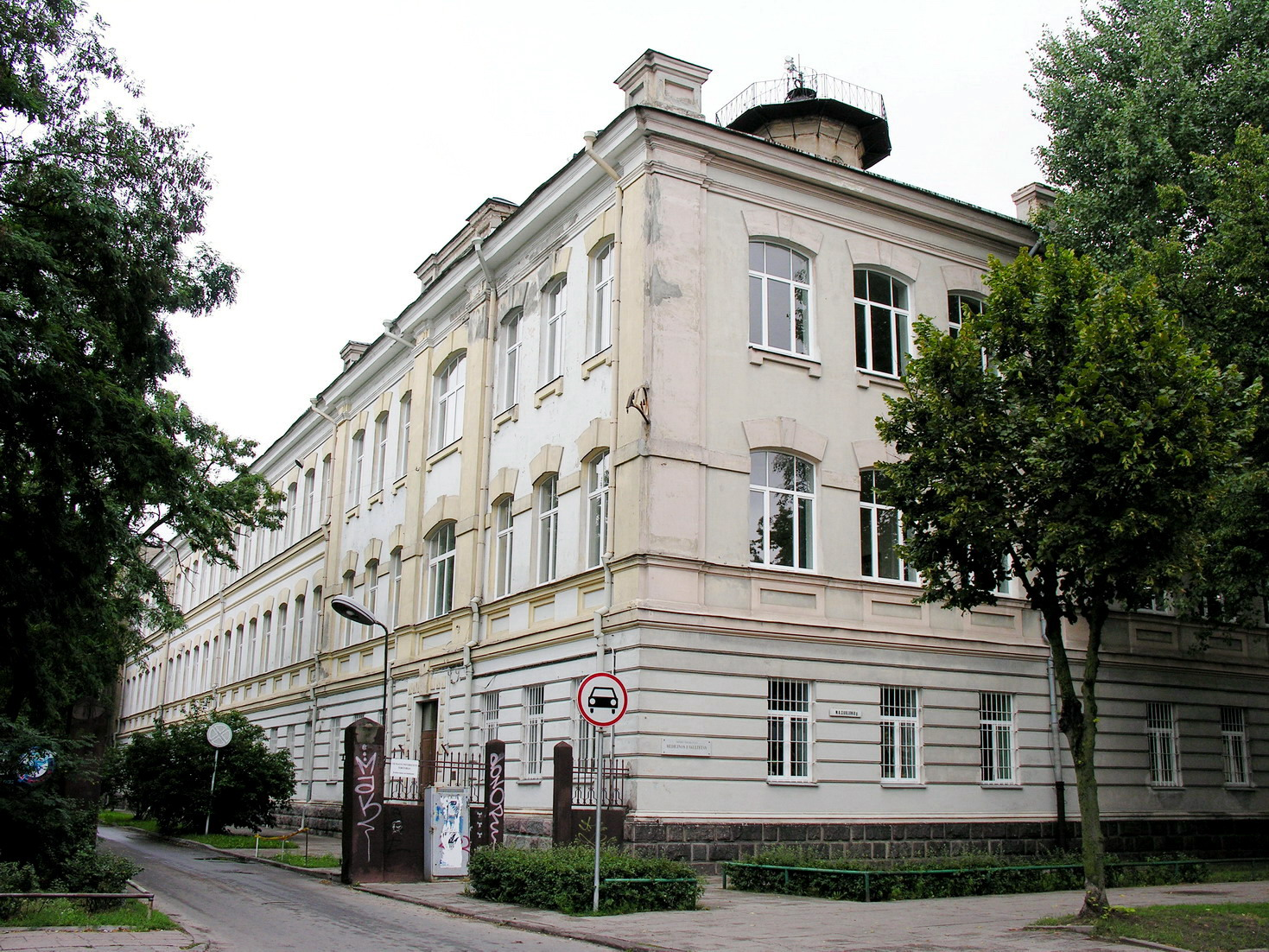
Medicina
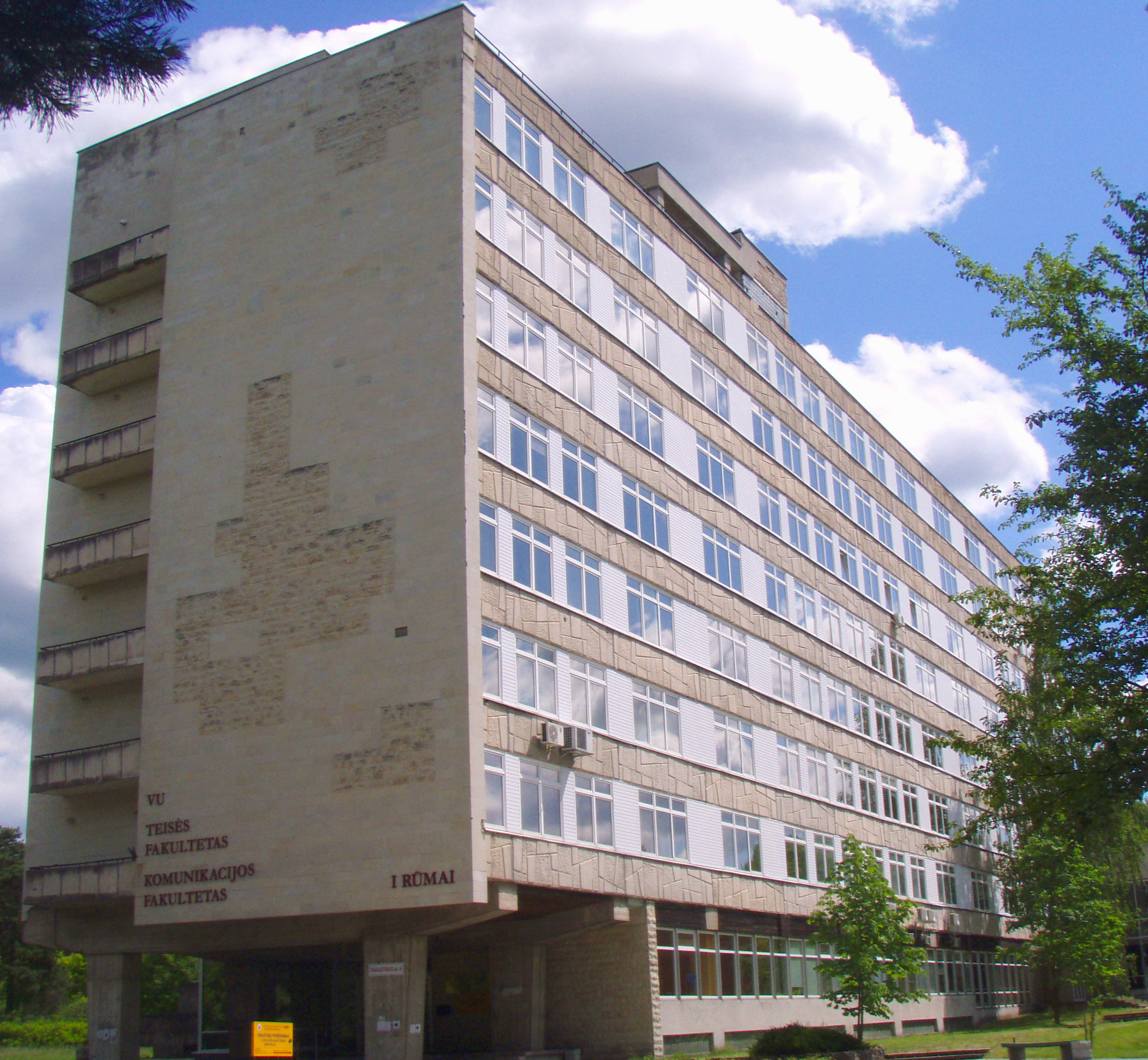
Comunicació i Dret
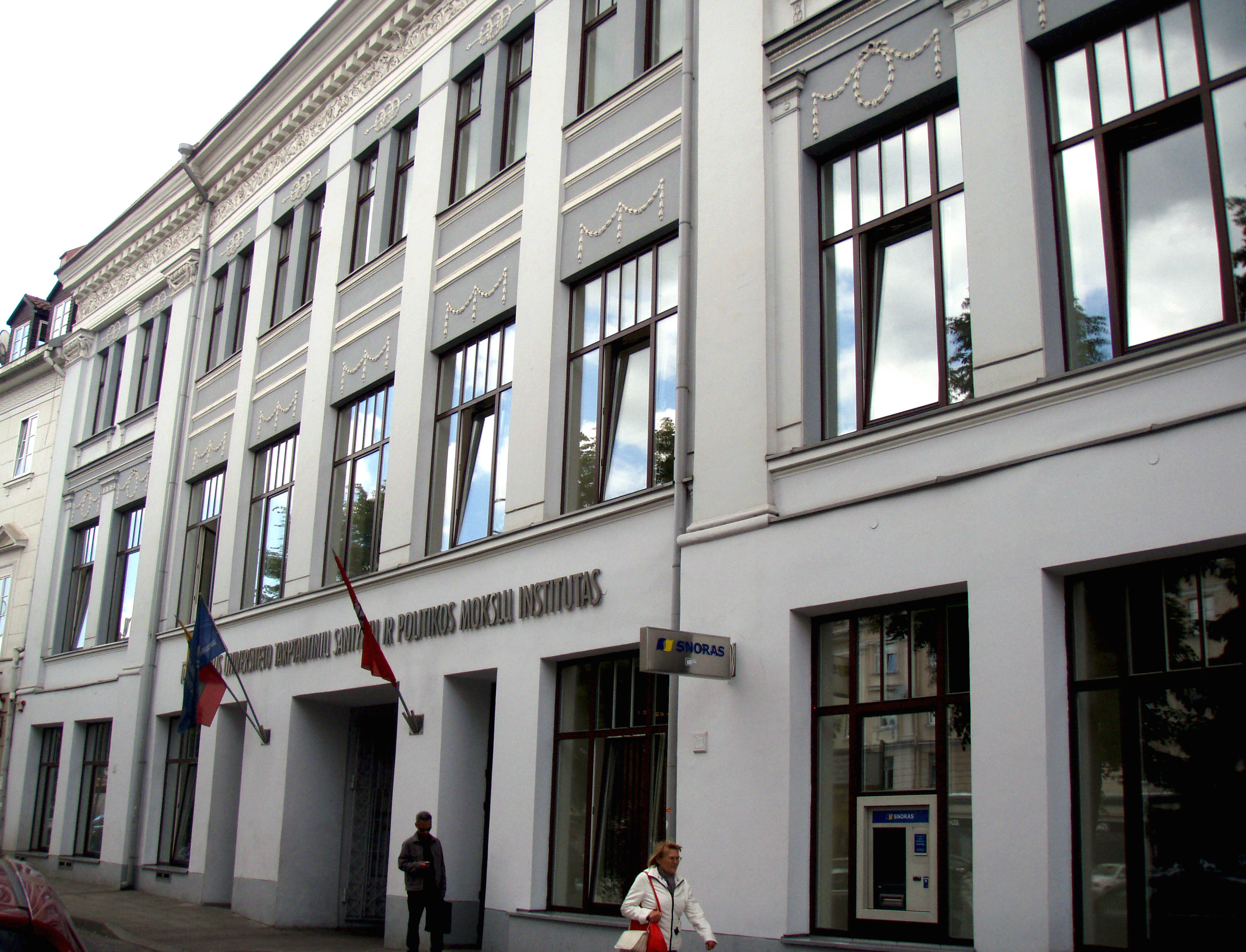
Relacions Internacionals i Ciències Polítiques
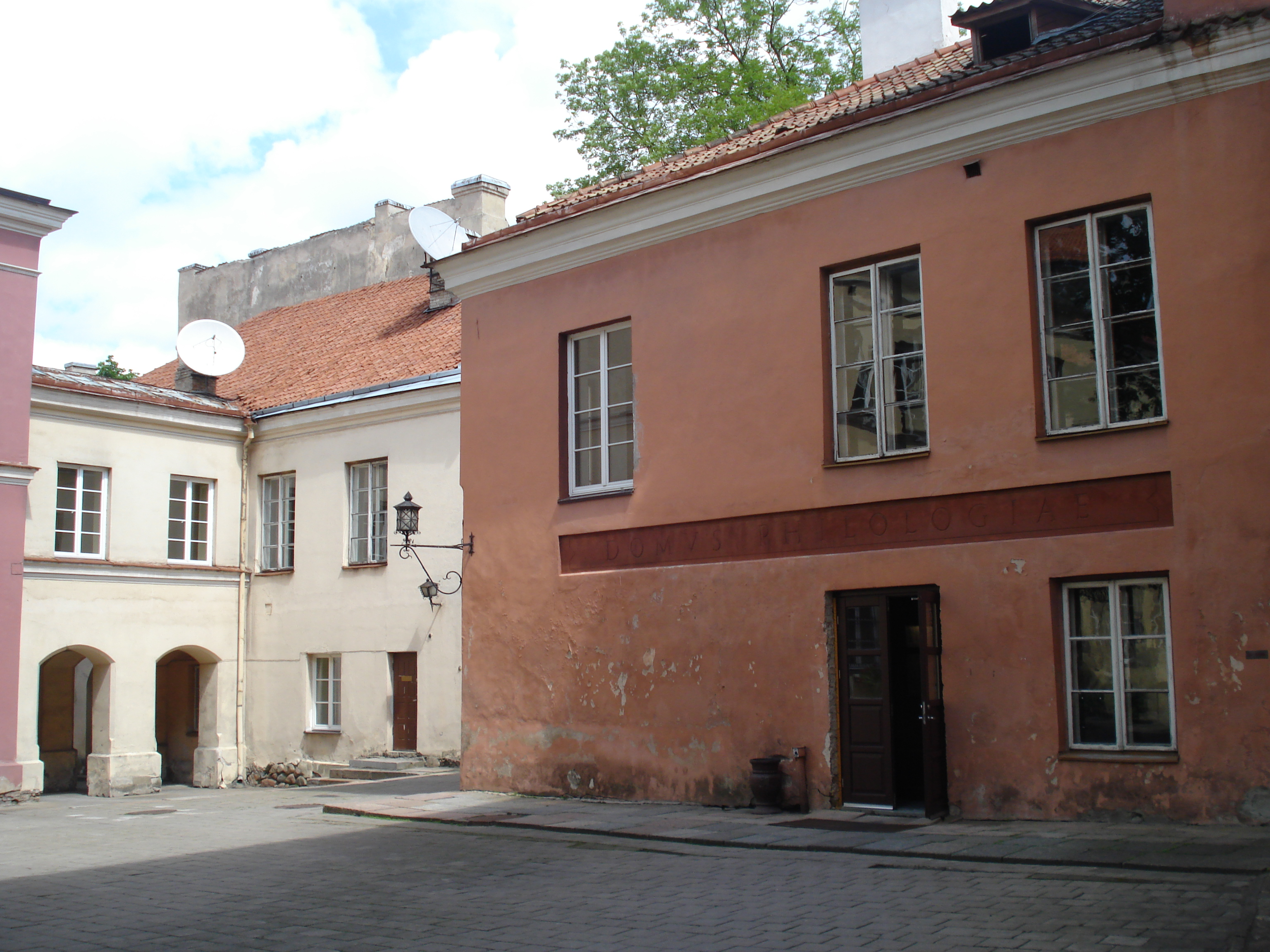
Llengües Estrangeres

La universitat compta amb 5 instituts: 
- Institut de Recerca Aplicada.
- Institut de Física Teòrica i Astronomia.
- Institut de Bioquímica.
- Institut de Biotecnologia.
- Institut de Matemàtica i Informàtica.

Hi ha 4 centres d'estudi i recerca: 
- Centre d'Estudis Orientals.
- Centre d'Estudis Religiosos i Recerca.
- Esports i el Centre de Salut.
- Centre d'Estudis de Gènere.

Altres divisions: 
- Centre de Carrera.
- Centre de Desenvolupament de Tecnologies de la Informació.
- Centre Cultural.
- E-learning i el Centre d'Examen.
- Biblioteca.
- Editorial.